# 纳塔利娅·别赫捷列娃
纳塔利娅·彼得罗芙娜·别赫捷列娃（俄語：Наталья Петровна Бехтерева，1924年7月7日—2008年6月2日）是一位苏联和俄罗斯的神經學家和心理学家，其學術生涯以研究神經系統為主。
别赫捷列娃是弗拉基米尔·米哈伊洛维奇·别赫捷列夫的孙女。1941年，别赫捷列娃进入圣彼得堡国立巴甫洛夫医科大学學習。當時恰逢列寧格勒圍城戰，别赫捷列娃在戰爭中倖存下來。1959年，别赫捷列娃獲得医学博士文憑。1970年至1990年间，别赫捷列娃獲擔任苏联实验医学研究所所长。
1984年，别赫捷列娃获得列寧勳章。1985年获得苏联国家奖。此外她还获得過劳动英勇奖章、荣誉勋章、劳动红旗勋章、祖国功勋勋章、三等和四等祖国功勋勋章和各民族人民友谊勋章 。
2008年6月22日，别赫捷列娃在德國漢堡的聖喬治醫院去世。

## 著作
别赫捷列娃一共出版過360多部學術作品，其中一些是用英文發表的，包括：
- 1962. Biopotentials of Cerebral Hemispheres in Brain Tumors.
- 1978. Neurophysiological Aspects of Human Mental Activity.
- 1981. Psychophysiology Today and Tomorrow. (editor).

### 别赫捷列娃參與錄製過的紀錄片
- Зов бездны[1](The Call of the Abyss);
- Штурм сознания.  Громкое дело[2](Storm of Consciousness High-profile case).

## 另見
- 弗拉基米尔·米哈伊洛维奇·别赫捷列夫
- 6074 Bechtereva ，以贝赫捷列娃的名字命名的小行星

## 備註
1. ↑  .   [2020-07-09]. （原始内容存档于2013-08-07） （俄语）.
2. ↑  .   [2013-03-18]. （原始内容存档于2012-09-04） （俄语）.